# Портрет Ивана Осиповича Витта
«Портрет Ивана Осиповича Витта» — картина Джорджа Доу и его мастерской из Военной галереи Зимнего дворца.
Картина представляет собой погрудный портрет генерал-майора графа Ивана Осиповича Витта из состава Военной галереи Зимнего дворца.
С начала Отечественной войны 1812 года полковник Витт сначала занимался формированием на Украине казачьих регулярных полков и далее во главе их состоял в 3-й Западной армии, в октябре был произведён в генерал-майоры. Во время Заграничных походов продолжал командовать Украинской казачьей бригадой, отличился в 1813 году при Калише и в 1814 году при штурме Монмартрских высот Парижа.
Изображён в генеральском мундире, введённом для кавалерийских генералов 6 апреля 1814 года. На шее кресты ордена Св. Георгия 3-го класса и прусского ордена Пур ле мерит; ниже по борту мундира кресты ордена Св. Владимира 2-й степени и прусского ордена Красного орла 2-й степени; справа на груди серебряная медаль участника Отечественной войны 1812 года, бронзовая дворянская медаль в память Отечественной войны 1812 года, кресты шведского Военного ордена Меча 4-й степени и ордена Св. Иоанна Иерусалимского, звёзды орденов Св. Александра Невского и Св. Владимира 2-й степени. Подпись на раме с малоупотребительным вариантом написании фамилии: Графъ И. О. Витте, Генералъ Маiоръ.

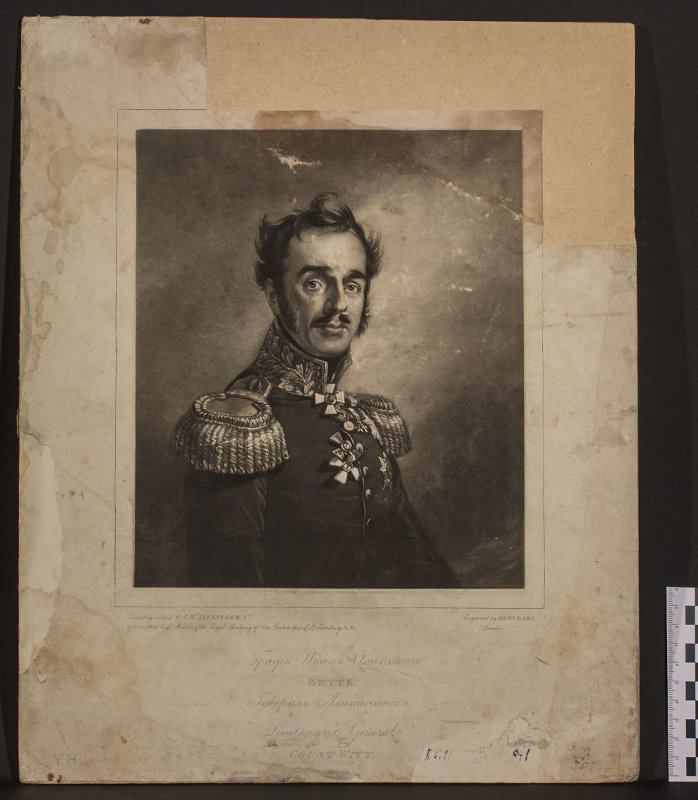
Гравюра Г. Доу. Новгородский музей-заповедник

Несмотря на то, что 7 августа 1820 года Комитетом Главного штаба по аттестации Витт был включён в список «генералов, заслуживающих быть написанными в галерею», фактическое решение о написании его портрета состоялось ранее, поскольку гонорар Доу был выплачен 10 марта и 14 апреля 1820 года. Портрет был написан в августе того же года: изображена звезда ордена Св. Александра Невского, которым Витт был награждён 8 августа, а 1 сентября уже готовый портрет, вместе с портретами А. Ф. Ланжерона, Ф. В. Остен-Сакена и П. К. Сухтелена, был показан на выставке Императорской Академии художеств в Таврическом дворце. Готовый портрет был принят в Эрмитаж 7 сентября 1825 года.
В. К. Макаров назвал этот портрет одной из лучших работ Доу.
1 сентября 1823 года в Лондоне фирмой Messrs Colnaghi по заказу петербургского книготорговца С. Флорана была отпечатана датированная гравюра Г. Доу с галерейного портрета. Один из сохранившихся отпечатков находится в собрании Новгородского государственного объединённого музея-заповедника (бумага, наклеенная на картон, гравюра (меццо-тинто?), 38,5 × 31,4 см); по неизвестной причине она там идентифицирована как работа неизвестного художника, хотя на самой гравюре содержится прямое указание на автора.